# کمک گرانشی

انیمیشن مسیر وویجر ۱ از ۵ سپتامبر ۱۹۷۷ تا ۳۰ دسامبر ۱۹۸۱، وویجر۱ با رنگ صورتی، زمین با رنگ آبی، مشتری با رنگ آبی فیروزه ای، زحل با رنگ سبز و خورشید با رنگ زرد نشان داده شده است.

در مکانیک مداری و مهندسی هوافضا کمک گرانشی به استفاده از حرکت نسبی و گرانشی سیاره یا دیگر ساختارهای آسمانی برای تغییر مسیر و تغییر سرعت فضاپیما گفته می‌شود.
کمک گرانشی می‌تواند برای شتاب دادن به فضاپیما، یعنی افزایش یا کاهش سرعت یا تغییر مسیر آن استفاده شود. «کمک» با حرکت جسم گرانشی در حالی که فضاپیما را می‌کشد، فراهم می‌شود. هر افزایش یا از دست دادن انرژی جنبشی و تکانه خطی توسط یک فضاپیمای در حال عبور مطابق با قانون سوم نیوتن توسط جسم گرانشی از بین می‌رود یا به دست می‌آید. مانور کمک گرانشی برای اولین بار در سال ۱۹۵۹ استفاده شد، زمانی که کاوشگر شوروی لونا ۳ از سمت دور ماه زمین عکس گرفت، و توسط کاوشگرهای بین سیاره ای از مارینر ۱۰ به بعد، از جمله پروازهای قابل توجه دو کاوشگر وویجر از مشتری و زحل، استفاده شد.
توضیحات:
کمک گرانشی در اطراف یک سیاره، سرعت فضاپیما (نسبت به خورشید) را با ورود و خروج از حوزه نفوذ گرانشی یک سیاره تغییر می‌دهد. سرعت فضاپیما با نزدیک شدن به سیاره افزایش می‌یابد و با خروج از سیاره کاهش می‌یابد. برای افزایش سرعت، فضاپیما در همان جهتی که سیاره به دور خورشید می‌چرخد به سیاره نزدیک می‌شود و در جهت مخالف حرکت می‌کند. برای کاهش سرعت، فضاپیما در جهت مخالف سرعت مداری سیاره به سیاره نزدیک می‌شود. در هر دو نوع مانور انتقال انرژی در مقایسه با کل انرژی مداری سیاره ناچیز است. مجموع انرژی جنبشی هر دو جسم ثابت می‌ماند؛ بنابراین می‌توان از مانور تیرکمان بچه گانه برای تغییر مسیر و سرعت سفینه فضایی نسبت به خورشید استفاده کرد.
تصور کنید روی سکوی قطار ایستاده‌اید و توپی را با سرعت ۳۰ کیلومتر در ساعت به سمت قطاری که با سرعت ۵۰ کیلومتر در ساعت نزدیک می‌شود پرتاب کنید. راننده قطار می‌بیند که توپ با سرعت ۸۰ کیلومتر در ساعت نزدیک می‌شود و بعد از اینکه توپ به صورت کشسانی از جلوی قطار پرش می‌کند با سرعت ۸۰ کیلومتر در ساعت حرکت می‌کند. با این حال، به دلیل حرکت قطار، سرعت حرکت آن نسبت به سکوی قطار ۱۳۰ کیلومتر در ساعت است. توپ دو برابر سرعت قطار را به سرعت خود اضافه کرده است.
ترجمه این تشبیه به فضا: در چارچوب مرجع سیاره، سفینه فضایی دارای سرعت عمودی v نسبت به سیاره است. پس از وقوع قلاب سنگ، سفینه فضایی در مسیری ۹۰ درجه نسبت به مسیری که به آن رسیده است حرکت می‌کند. هنوز هم سرعت v را خواهد داشت، اما در جهت افقی.
در چارچوب مرجع خورشید، سیاره دارای سرعت افقی v است و با استفاده از قضیه فیثاغورث، سفینه فضایی در ابتدا دارای سرعت کل جذر 2v
است. پس از خروج سفینه فضایی از سیاره، سرعتی برابر با خواهد داشت 0/6vکه تقریباً افزایش می‌یابد.
رویکردفضاپیما:
فضاپیما به سیارات و اجرام آسمانی نزدیک می‌شود و با استفاده از گرانش جرم آسمانی سرعت خود را افزایش می‌دهد و فضاپیما شتاب بیشتری می‌گیرد و می‌تواند مسیر خود را تغییر دهد.
مکانیزم عملکرد کمک گرانشی:
کمک گرانشی بر سه‌پایه سرعت زاویه ای، میدان گرانشی و انتقال انرژی استوار است.

انیمیشن مسیر وویجر ۲ از ۲۰ اوت ۱۹۷۷ تا ۳۰ دسامبر ۲۰۰۰، اورانوس با زرد و نپتون با قرمز در حال چرخش هستند

سرعت زاویه ای: با کمک سرعت زاویه ای فضاپیما می‌تواند مسیر خود را تغییر دهد.
میدان گرانشی: با استفاده از میدان گرانشی سیارات می‌تواند سرعت و جهت حرکتی خود را تغییر دهد.
انتقال انرژی: انرژی از فضاپیما به سیاره منتقل می‌شود تا کمک گرانشی صورت گیرد.
این کمک به وسیله حرکت (تکانه زاویه‌ای مداری) سیاره و حرکت گرانش آن که موجب کشیده شدن و حرکت فضاپیما می‌شود، به وجود می‌آید.
مزایا کمک گرانشی:
- افزایش سرعت و کاهش زمان مسافرت
- کاهش مصرف سوخت
- آشکار کردن پتانسیل‌های جدید کیهان

معایب کمک گرانشی:
- پیچیدگی محاسباتی و مهندسی

دوقولوهای وویجر ساخت ناسا به این شیوه امکان رسیدن به سرعت بالا برای گریز به خارج از منظومه خورشیدی دست یافتند.

نتایج احتمالی یک مانور کمک گرانشی بسته به بردار سرعت و موقعیت پرواز فضاپیمای ورودی

- ریسک از دست دادن فضاپیما در نزدیکی سیارات

تبدیلات انرژی:
همان‌طور که می‌دانیم در کمک گرانشی دو نوع انرژی دخیل هستند که انرژی جنبشی و انرژی پتانسیل می‌باشد
انرژی جنبشی: انرژی حرکتی که فضاپیما از سیاره دریافت می‌کند و باعث افزایش سرعت می‌شود.
انرژی پتانسیل: تغییر این انرژی در نزدیکی سیارات باعث تبدیل انرژی پتانسیل به انرژی حرکتی می‌شود و با استفاده از آن سرعت فضاپیما افزایش می‌یابد.
عملیات موفق:
این تکنیک برای اولین بار در یک مانور در سال ۱۹۶۱ پیشنهاد شد و سپس بر روی کاوشگر بین سیاره‌ای مارینر ۱۰ و همچنین دو پروژه وویجر مورد استفاده قرار گرفت.
فضاپیماهای وویجر در حال حاضر دورترین فضاپیماهای دنیا هستند.
نتیجه‌گیری:
در نهایت کمک گرانشی به عنوان یک تکنیک دگرگون کننده است که اکتشافات فضایی را متحول کرده است و به بشر اجازه می‌دهد تا قلمروهای جدیدی از شگفتی و پتانسیل کیهانی را آشکار کند.